# Alfredo Ramos Martínez

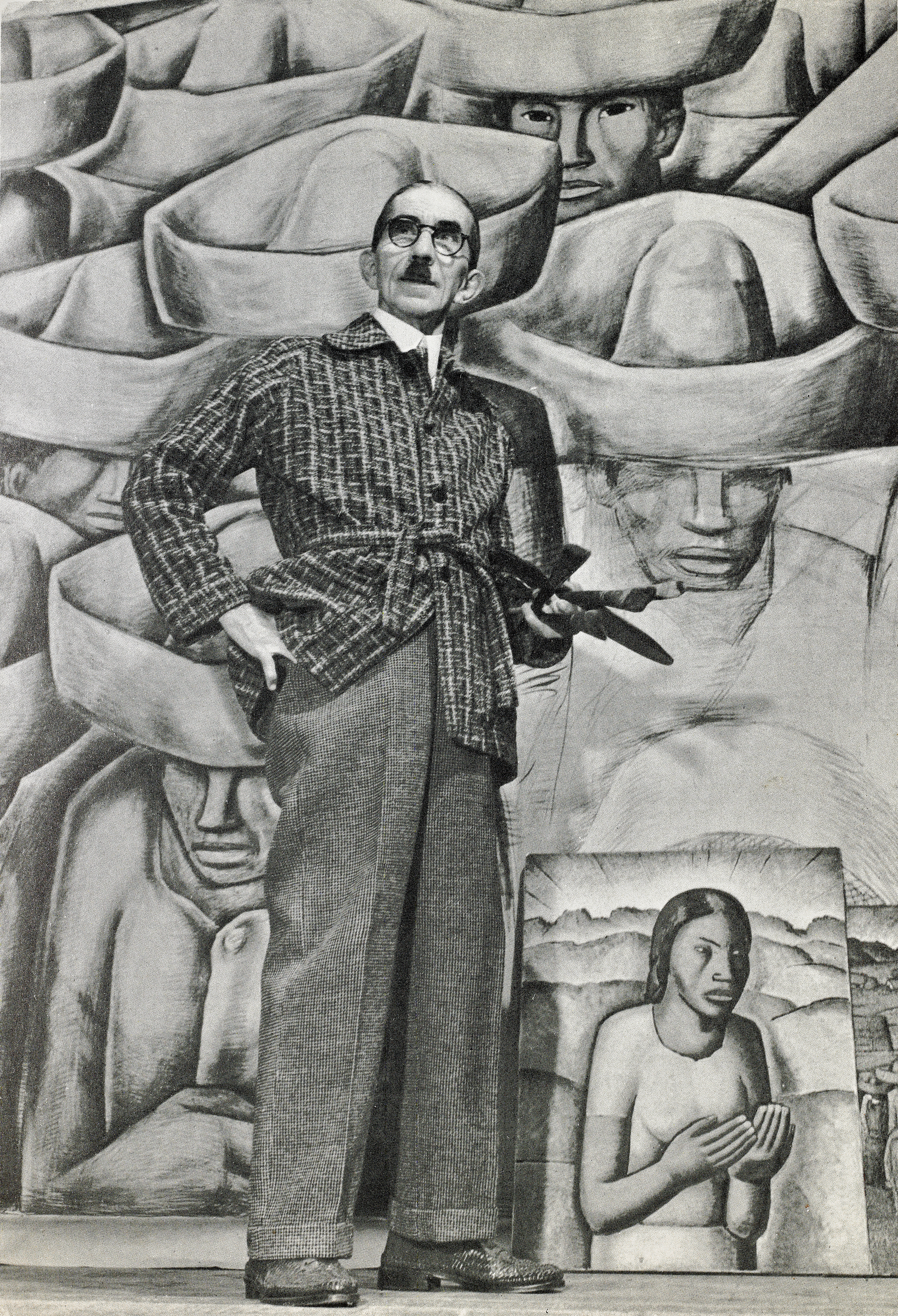
Alfredo Ramos Martinez in Los Angeles, 1941

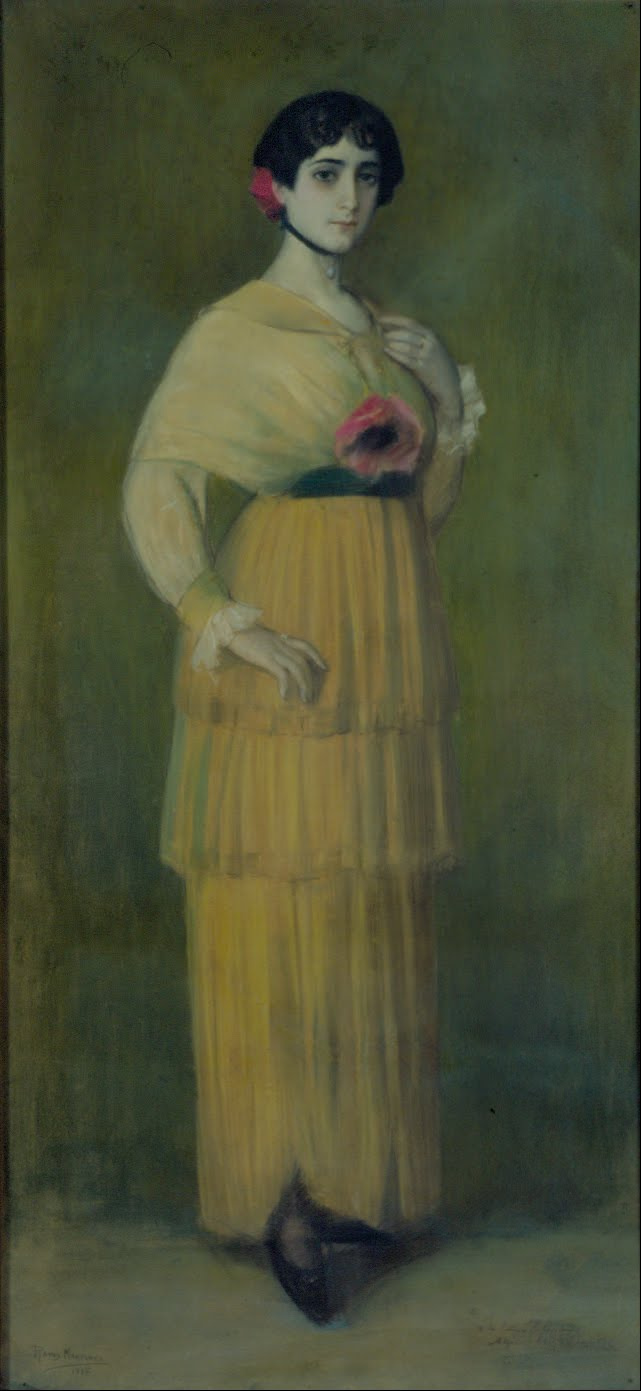
Porträt der Belinda Palavicini (1915)

Alfredo Ramos Martínez (* 3. November 1871 in Monterrey; † 8. November 1946 in Los Angeles) war ein mexikanischer Kunstmaler, der für seine modernen mexikanischen Gemälde und seine Wandmalereien bekannt wurde. Er war der Gründer der Freiluftmalschulen in Mexiko.

## Leben
Ramos, Sohn des Ladenbesitzers Jacobo Ramos und seiner Gattin Luisa Martinez de Ramos, studierte ab 1890 acht Jahre lang an der Escuela Nacional de Bellas Artes bei Santiago Rebull und Jesús Fructuoso Contreras. Sein Talent wurde von der US-amerikanischen Phoebe Hearst, der ersten weibliche Präsidentin der University of California, erkannt, die so von seinen Arbeiten begeistert war, dass sie ihm einen dreijährigen Aufenthalt in Paris ermöglichte. In Europa verblieb er insgesamt neun Jahre und stellte in Paris seine Arbeiten auch im Salon d’Automne aus. 1909 kehrte er nach Mexiko zurück, zeigte ab 1910 an der Escuela Nacional de Bellas Artes seine in Europa entstandenen Arbeiten und wurde dort vom Untersekretär für Bildung des SEP aushilfsweise mit der Leitung der Schule beauftragt, deren Leitung ihm ab 1913 voll übertragen wurde. Ebenfalls 1913 gründete er die Escuela al Aire Libre de Pintura (span. für Freiluftmalschule) in Santa Anita Zacatlamanco, Iztapalapa. Dort stellte er seine Arbeiten ab 1926 aus. 1928 heiratete er Maria de Sodi Romero. Ein Jahr darauf kam die gemeinsame Tochter Maria zur Welt, die an Knochenfluorose litt. In der Hoffnung auf bessere medizinische Therapiemöglichkeiten verließ die Familie um das Jahr 1930 ihre Heimat und wanderte in die Vereinigten Staaten aus. Hier in Los Angeles verbesserte sich der gesundheitliche Zustand der Tochter und Ramos begann mit der Fertigung verschiedener Wandgemälde und sein Malstil erhielt moderne stilistische Elemente. Er malte für zahlreiche bekannte Personen und stellte seine Bilder in mehreren Galerien und Kunstmuseen aus, auch in der Assistance League Gallery in Hollywood, in den Dalzell Hatfield Galleries und der Lilienfeld Gallery in New York City.

## Weitere Ausstellungen
- 1930: Los Angeles County Museum of Art
- 1931: Artists Fiesta, Los Angeles
- 1932: San Diego Fine Arts Gallery
- 1933:
  - Santa Monica Public Library
  - California Palace of the Legion of Honor
- 1934: Faulkner Art Gallery, Santa Barbara
- 1935: California-Pacific International Exposition, San Diego
- 1938:
  - California Art Club
  - University of California, Los Angeles
- San Francisco Museum of Modern Art
- 1939: Golden Gate International Exposition, San Francisco
- 1941: Los Angeles County Fair
- 1945: Scripps College, Claremont
- 1953: Los Angeles City College